# Đại ca Kem

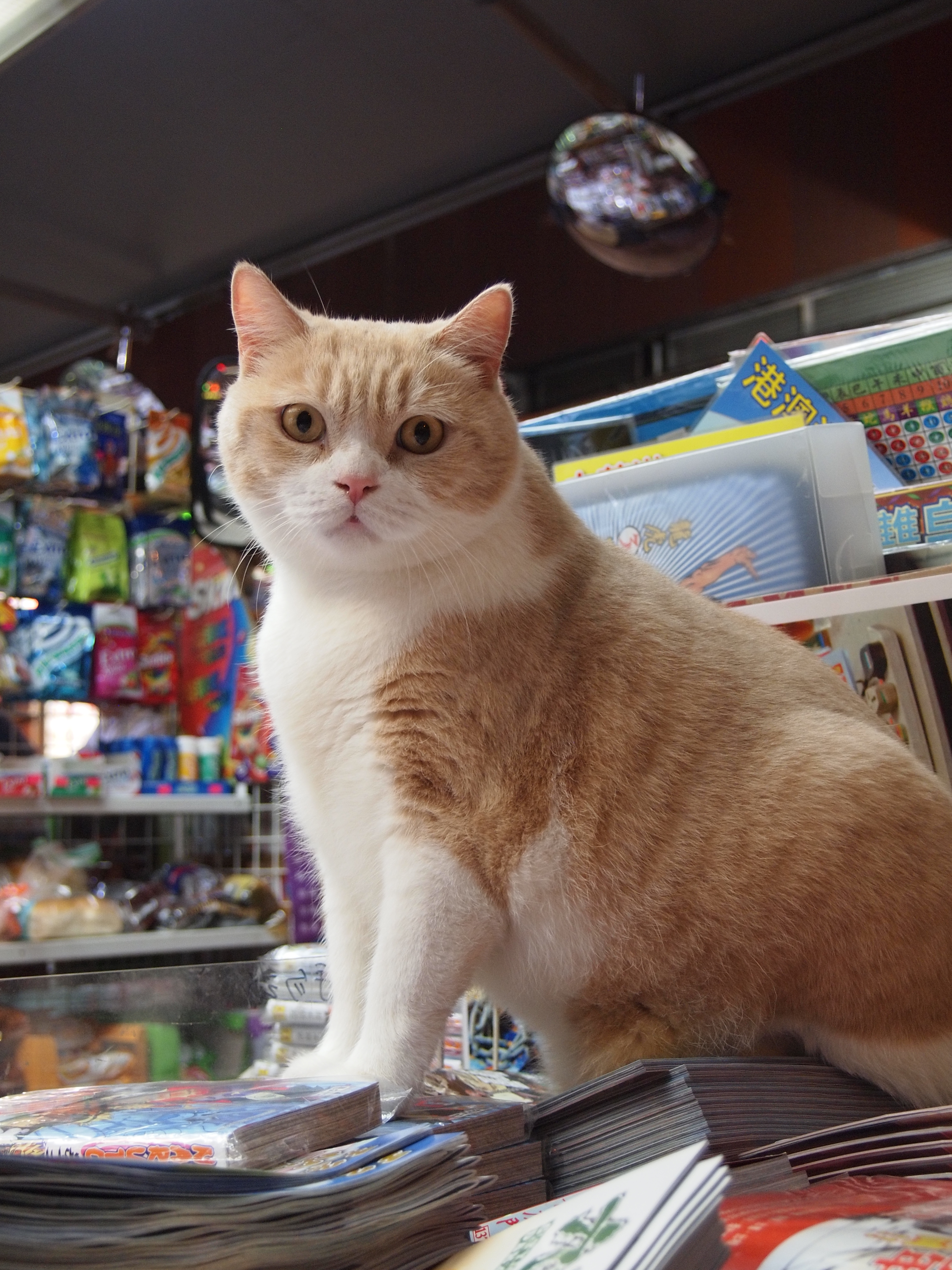
Chú mèo Đại ca Kem Tiêm Đông trong cửa hàng Sino ở khu TST, Hồng Kông

Đại ca Kem Tiêm Đông (gọi tắt là Đại ca Kem) là một chú mèo đực sinh năm 2005, còn được biết đến với tên gọi "Aberdeen Kem" thuộc giống mèo lông ngắn của Anh, hiện đang sống tại một cửa hàng tiện lợi ở phía đông Tiêm Sa Chủy, Cửu Long, Hồng Kông.. Ngày 31 tháng 3 năm 2013, theo báo cáo của tờ South China Morning Post (Bưu điện Hoa Nam Buổi sáng) thì chú mèo Đại ca Kem đã có hơn 108.000 lượt theo dõi trên Facebook. Tính đến tháng 5 năm 2014, chú mèo có hơn 160.000 lượt nhấn nút "thích" trên Facebook.

## Tổng quan
Chú mèo từng biến mất vào ngày 10 tháng 7 năm 2012 và được cho là bị đánh cắp. Những người hâm mộ đã đăng tin kêu gọi mọi người tìm giúp chú mèo đi lạc. Mọi người đoán rằng mèo được thả ra sau khoảng 20 ngày và đã được tìm thấy sau 26 ngày trong một ngõ hẻm và được trả về cho chủ của mình.
Chú mèo đã bị sụt mất 3 pound trong thời gian đi lạc. Sự cố này đã được đưa lên trang nhất của các tờ báo địa phương tại Hồng Kông, và kể từ đó mèo Đại ca Kem trở thành một trong những chú mèo nổi tiếng nhất Hồng Kông. Không lâu sau 2 tháng kể từ sự cố, trang Facebook của chú mèo có hơn 26,000 lượt "like". Ngoài ra, Đại ca Kem còn có một người bạn là Em gái Kem, một chú mèo cái với hai màu trắng và đen. Chủ của chúng là Ko Chee-shing, đồng thời là chủ của cửa hàng tiện lợi.

## Truyền hình và quảng cáo
Chú mèo Đại ca Kem đã được đưa tin trên các chương trình truyền hình. Chính vì sự nổi tiếng của mình mà chú mèo này đã nhận được hai hợp đồng quảng cáo trên truyền hình vào năm 2013, cho hai thương hiệu Nikon và Wing On Travel. Chú mèo cũng tham gia trong loạt phim dài tập được phát sóng trên Citybus (Hong Kong), một trong ba hãng khai thác xe buýt lớn tại Hồng Kông.

## Sách
Một cuốn sách được xuất bản bởi Nhà xuất bản Ichiban về chú mèo Đại ca Kem. Ngày 30 tháng 3 năm 2013, chú mèo được giới thiệu tại một sự kiện ký tặng cho cuốn sách tại trung tâm mua sắm Mikiki ở San Po Kong, tại đó có hàng trăm người tới để xem tận mắt con mèo. Như là một phần của sự kiện, chân chú mèo được quét để in lên tem, với ý nghĩa như chữ ký của chú mèo này.

## Kinh doanh
Các bưu thiếp có hình chú mèo Đại ca Kem cũng được in và ra mắt.

## Danh sách phim

### Phim truyền hình
- Big Boys Club (TVB) (phỏng vấn)